# هوارد بارلو
هوارد بارلو (بالإنجليزية: Howard Barlow)‏ هو رياضياتي أمريكي، ولد في 1918، وتوفي في 2003.